# کروسلین
کروسلین (به آلمانی: Kröslin) یک شهر در آلمان است که در فرپومرن-گرایفسوالد واقع شده‌است. کروسلین ۱٬۸۰۷ نفر جمعیت دارد.